# Elle s'en va-t-en guerre
Pour plus de détails, voir Fiche technique et Distribution.
Elle s'en va-t-en guerre (She Goes to War) est un film muet américain en noir et blanc, avec des séquences sonorisées, réalisé par Henry King, sorti en 1929.

## Synopsis
Joan Morant, qui se tient à distance du petit peuple, est ravie quand la guerre change la monotonie de sa communauté, et, mettant à contribution son oncle, membre du Congrès, elle se fait affecter en Europe. Bien qu'elle aime Reggie, un riche jeune homme, Joan joue avec les sentiments de Pike, un garagiste, deux hommes qu'elle a rencontrés en France. Tom Pike, transformé par la guerre, repousse les avances de Joan, et elle se tourne vers Reggie, qui vit dans le luxe comme à l'accoutumée, en tant que sergent dans l'intendance. Les compagnes de Joan, qui font constamment de grands sacrifices, la font s'interroger sur l'utilité de son travail. Quand Reggie, appelé au front, devient désespérément alcoolique, elle prend son uniforme et le remplace parmi les soldats, où elle se découvre de l'admiration et de l'amour pour Tom, son supérieur. Après avoir prouvé son héroïsme dans la bataille, elle revient vers Tom, digne de son amour.

## Fiche technique
- Titre original : She Goes to War
- Titre français : Elle s'en va-t-en guerre[1]
- Réalisation : Henry King
- Scénario : Howard Estabrook, Fred de Gresac, d'après la nouvelle éponyme de Rupert Hughes
- Direction artistique : Albert D'Agostino et Robert M. Haas
- Photographie : John P. Fulton et Tony Gaudio
- Montage : Lloyd Nosler
- Musique : Modest Altschuler
- Chansons : 
  - "Joan" et "There Is a Happy Land" : paroles et musique de Harry Akst
  - "Wait for Me" : paroles de Sam Lewis et Joe Young, musique de Harry Akst
- Production : John Boyce-Smith et Mitchell Leichter
- Production associée : Victor Hugo Halperin et Edward R. Halperin
- Société de production : Inspiration Pictures
- Société de distribution : United Artists Corporation
- Pays de production :  États-Unis
- Langue : anglais
- Format : noir et blanc - pellicule : 35 mm - image : 1.33 - Muet avec des séquences parlées, de la musique synchronisée et des effets sonores en son Mono (RCA Photophone)
- Genre : guerre
- Durée : 87 min
- Dates de sortie :
  - États-Unis : 8 juin 1929 (première à New-York)
  - France : 31 octobre 1929

## Distribution
- Eleanor Boardman : Joan Morant
- John Holland : Tom Pike
- Margaret Seddon : la mère de Tom
- Edmund Burns : Reggie van Kuyper
- Eulalie Jensen : Mme Brewster
- Alma Rubens : Rosie Cohen
- Glen Walters : Katie Dugan
- Yola d'Avril : Yvette
- Al St. John : Bill, un soldat
- Eddy Chandler : le sergent
- Jack Stambaugh : un soldat blessé
- John Peters : un mitrailleur
- Evelyn Hall : la tante de Joan
- Dina Smirnova : la bonne de Joan
- Augustino Borgato : le major
- Yvonne Starke : la femme du major